# Combarbalá
Combarbalá é uma comuna da província de Limarí, localizada na Região de Coquimbo, Chile. Possui uma área de 1.895,9 km² e uma população de 13.483 habitantes (2002).